# Ceriantheomorphe ambonensis
Espèce
Ceriantheomorphe ambonensis est une espèce de cnidaires de la famille des Cerianthidae.

## Systématique
Le nom valide complet (avec auteur) de ce taxon est Ceriantheomorphe ambonensis (Kwietniewski, 1898).
L'espèce a été initialement classée dans le genre Cerianthus sous le protonyme Cerianthus ambonensis Kwietniewski, 1898.
Ceriantheomorphe ambonensis a pour synonyme :
- Cerianthus ambonensis Kwietniewski, 1898